# Koralowa Góra
Koralowa Góra (niem. Korallenberg, (1039 m n.p.m.) – kumulacja w Karkonoszach na terenie Karkonoskiego Parku Narodowego.
Kumulacja znajduje się przy grupie skał Paciorki, przy Koralowej Ścieżce biegnącej ze wsi Jagniątków na Czarną Przełęcz doliną potoku Wrzosówka. Dobry punkt widokowy.

## Szlaki turystyczne
Obok biegnie znakowany szlak turystyczny:
- niebieski: Jagniątków -  Czarną Przełęcz[2].